# Apamea lactea
Apamea lactea là một loài bướm đêm trong họ Noctuidae.